# Greg Ellwand
Greg Ellwand est un acteur canadien.

## Filmographie

### Cinéma
- 1985 : Lune de miel : Bill
- 1988 : Le Prix de la passion (The Good Mother) : Garrett
- 1994 : Descente à Paradise (Trapped in Paradise) : Cop #1
- 1995 : Butterbox Babies : John
- 1995 : Éclipse (Eclipse) : Norman
- 1997 : À l'heure des adieux (Time to Say Goodbye?) : Bill Hamstra
- 1999 : The Man Who Might Have Been: An Inquiry Into the Life and Death of Herbert Norman : Herbert Norman
- 1999 : Les Cinq Sens (The Five Senses) : Policeman #2
- 2000 : Jill the Killer (Jill Rips) : Peerse
- 2001 : A Man's Life : Minister
- 2005 : Four Brothers : Insurance Man

### Télévision

#### Séries télévisées
- 1986 : Red Serge : Cpl. Calder
- 1988 : Adderly
- 1993 : E.N.G. reporters de choc (saison 5, épisode 3) : Stephen Duval
- 1994 : Lonesome Dove : La Loi des justes (saison 1, épisode 11) : John Lawson
- 1994 : Cinq bébés à la une (mini-série - épisode 1 & 2) : Spear
- 1999 : Total Recall 2070 (saison 1, épisode 16) : Rekall Lawyer
- 2000 : D.C. (pilote) : Sen. Bockland
- 1999-2001 : Invasion planète Terre (épisodes 3x02 & 4x17) : Lawrence Jantzen
- 2001 : Soul Food (saison 2, épisode 4) : Robert
- 2001 : Leap Years (saison 1, épisode 15) : présentateur
- 2002 : Queer as Folk (saison 2, épisode 12) : Phil the Pharmacist
- 2003 : Starhunter (saison 2, épisode 14) : Dr Edward Murchison
- 2003 : Méthode Zoé (saison 1, épisode 13) : Sam Kaiser
- 2004 : The Newsroom (saison 2, épisode 7) : Police Officer
- 2004 : The Eleventh Hour (saison 2, épisode 7) : Dr McDonald
- 2005 : This Is Wonderland (épisodes 2x10 & 3x01) : Jake Flannery
- 2005 : Heritage Minutes (saison 5, épisode 3) : Harry Foster
- 2005 et 2013 : Dangers dans le ciel (série documentaire - épisodes 3x01 & 13x10) : Captain de Crespigny / Bob Schornstheimer
- 2007 : La véritable histoire de... (série documentaire) : Leo Ryan
- 2009 : Guns (mini-série) : August Jarvis
- 2010 : Les Vies rêvées d'Erica Strange (saison 2, épisode 6) : Principal Dayton
- 2010 : Bloodletting & Miraculous Cures (mini-série - épisode 4) : Mr Fitzjohn
- 2010 : Degrassi : La Nouvelle Génération (saison 10, épisode 27) : Eamonn Grundy
- 2011 : Skins (saison 1, épisodes 1 & 2) : Mad Mao Le Dong
- 2011 : Alphas (saison 1, épisode 11) : Président du comité
- 2011-2012 : Covert Affairs (épisodes 2x03 & 3x07) : Sénateur Paul Gottfried
- 2011-2012 : The Listener (épisodes 2x03, 3x01, 3x08 & 3x13) : Superintendent Jeremy Price
- 2015: Beauty and the Beast (saison 3, épisode 3) : Board Chair
- 2016 : 22.11.63 (mini-série - saison 1, épisode 6) : Sam
- 2017 : Reign : Le Destin d'une reine (saison 4, épisode 7) : Farmer
- 2018 : Designated Survivor (saison 2, épisode 14) : Senateur Glen Alexander

#### Téléfilms
- 1999 : Justice
- 1993 : Dieppe : Magnus
- 1994 : TekWar: TekLords : Jim McNair
- 1995 : Quitte ou double (Sugartime) : William Roemer
- 1998 : Bad As I Wanna Be: The Dennis Rodman Story
- 1998 : Le Train de l'enfer (The Long Island Incident) : Bob Leahy
- 1998 : Thanks of a Grateful Nation : Dr Tobias Azian
- 2000 : Le Grand amour (One True Love) : Paul Grant
- 2001 : Les Femmes du clan Kennedy (Jackie, Ethel, Joan: The Women of Camelot) : Peter Wilson
- 2001 : Lucky Girl : Blair Noth
- 2001 : The Day Reagan Was Shot : Night Time News Host
- 2003 : The Music Man : Card player #2
- 2003 : DC 9/11: Time of Crisis : Christopher Cox
- 2004 : Redemption: The Stan Tookie Williams Story : Prison Chief
- 2004 : Hustle : Peter Ueberroth
- 2007 : Jonestown: Paradise Lost (film documentaire) : Congressman Leo Ryan
- 2019 : La chasse au trésor de Noël (Christmas Scavenger Hunt) de Marita Grabiak : James Brogue